# Cut through
Cut-Through ou traitement "à la volée" est une technique en informatique qui permet d'améliorer la vitesse de transmission d'une trame de données dans un équipement comme un commutateur réseau ou un pare-feu.
Le traitement conventionnel en mode différé consiste à attendre la réception complète d'une trame et son analyse éventuelle avant de la relayer vers un autre équipement du réseau. Le traitement à la volée consiste à envoyer une trame en sortie dès le début de sa réception en entrée, ou sans attendre de l'avoir totalement reçue.
Ce mode raccourcit les délais de commutation et ne nécessite pas de mettre une trame complète en mémoire. En revanche, il implique la retransmission d'une trame incomplètement analysée, donc le commutateur réseau ne peut garantir l'intégrité de la trame traitée et peut être amené à interrompre sa transmission.